# Národní týden manželství
Národní týden manželství je mezinárodní kampaň která se koná na podporu manželství. Kampaň vznikla v roce 1997 ve Velké Británii. Organizovali ji manželé Richard (který byl ve vedení Christian charity Marriage resource) a Maria Kaneovi. Do kampaně jsou zapojeny různé církve, politici, média. Ve formě různých slev jsou zapojena květinářství, restaurace, kavárny i kulturní instituce.

## Rok 2011
V roce 2011 se Národní týden manželství koná v těchto zemích:
- 7. - 14. února, Spojené království, Holandsko, Německo, Rumunsko, Severní Irsko, Slovensko, Švýcarsko, USA
- 11. - 17. února, Austrálie
- 11. - 20. února, Maďarsko
- 14. - 20. února, Česko

Mottem 5. ročníku kampaně v Česká republice je Věrnost není slabost.

## Rok 1997
V roce 1997 se konal ve Velké Británii první ročník.